# C/2013 G8 (PANSTARRS)
C/2013 G8 (PANSTARRS) — одна з довгоперіодичних комет. Ця комета була відкрита 14 квітня 2013 року; вона мала 20.1m на час відкриття.